# Marttajärvi
Marttajärvi är en sjö i Finland. Den ligger i kommunen Enontekis i landskapet Lappland, i den norra delen av landet, 900 km norr om huvudstaden Helsingfors. Marttajärvi ligger 418,9 meter över havet. Omgivningarna runt Marttajärvi är i huvudsak ett öppet busklandskap. Arean är 1,05 kvadratkilometer och strandlinjen är 10,79 kilometer lång. Sjön  ingår i Torne älvs huvudavrinningsområde. 